# Porphyrinia agnella
Porphyrinia agnella är en fjärilsart som beskrevs av Brandt 1938. Porphyrinia agnella ingår i släktet Porphyrinia och familjen nattflyn. Inga underarter finns listade i Catalogue of Life.